# Sopwith Salamander
Sopwith Salamander (též označován Sopwith TF.2 Salamander) byl britský  jednomístný jednomotorový dvouplošný bitevní letoun z doby první světové války, který poprvé vzlétl 27. dubna 1918. Válka skončila dříve než mohl být tento nový typ nasazen na frontě, i když dva stroje létaly ve Francii už v říjnu 1918. 

## Specifikace (Sopwith TF.2 Salamander)
Údaje podle

### Technické údaje
- Osádka: 1
- Rozpětí: 9,18 m
- Délka: 5,94 m
- Výška: 2,9 m
- Nosná plocha: 25,27 m²
- Hmotnost prázdného letounu: 840 kg
- Vzletová hmotnost : 1185 kg
- Pohonná jednotka: 1× čtyřdobý zážehový vzduchem chlazený hvězdicový rotační devítiválec s atmosférickým plněním Bentley BR2
- Výkon motoru: 230 hp (172 kW)

### Výkony
- Maximální rychlost: 201 km/h ve výši 152 m
- Cestovní rychlost: 178,6 km/h
- Dostup: 3962 m
- Výstup do 1981 m: 9,5 min
- Vytrvalost: 2 hodiny

### Výzbroj
- 2× synchronizovaný kulomet Vickers ráže 7,7 mm
- 4× 9kg puma